# Султан Кесен
Султан Кесен (тур. Sultan Kösen) — турецький фермер курдського походження. Має 251 см зросту, що згідно з Книгою рекордів Гіннеса робить його найвищою людиною у світі.
Великий зріст Кесена обумовлений такими захворюваннями як гігантизм та акромегалія, спричинених пухлиною, що впливає на залозу внутрішньої секреції гіпофіз. Щоб мати змогу ходити, Кесен використовує милиці.

## Біографія
Кесен — турок курдського походження. Народився у селі Алібей у провінції Мардін, Туреччина. Через свій зріст так і не зміг закінчити освіту та натомість працював як фермер, маючи неповний робочий день. Серед переваг бути високого зросту, які він назвав можливість бачити на великі відстані та можливість допомагати по хазяйству, прикручуючи лампочки та вішаючи штори. Серед недоліків — неможливість знайти одяг для його ніг, що налічують 126 см, та його рук з довжиною рукавів у 97 см, або ж можливість знайти відповідне взуття (його ліва стопа має 36.5 см, а права — 35.5 см, що донедавна теж було світовим рекордом, хоча Кесен досі тримає рекорд з його руками, що мають 28.5 см) та труднощі з можливістю поміститися в автомобіль.
Починаючи з 2010 року, Кесен проходить лікування гамма-ножем для його пухлини гіпофіза в Університет Вірджинії, який також надає йому ліки для контролю завищеного рівня гормону росту. У березні 2012 року підтверджено, що лікування дало позитивний результат, зупинивши ріст Кесена.
У жовтні Кесен одружився з сирійкою Мерве Дібо, яка на десять років молодша від нього. В інтерв'ю, Кесен сказав, що найбільшою їхньою проблемою є мовний бар'єр, оскільки він розмовляє турецькою, а дружина тільки арабською. 2021 року вони через це розлучилися. Кесен надіється одного дня знову одружитися вже з іншою жінкою.
13 листопада 2014 року у межах дня Книги рекордів Гіннеса в Лондоні Кесен вперше зустрів найменшу людину у світі — Чадру Бахадур Дангі.
2014 року Кесен долучився до цирку в Самоа та взяв участь у виступах по всьому світу.
10 грудня 2022 року Кесену виповнилося 40 років. Він відсвяткував свій день народження декілька днів раніше, відвідавши музей «Ripley's Believe It or Not!» в Орландо (Флорида), де сфотографувався поруч зі статуєю Роберта Першинг Вадлова на повний зріст.

## Рекорди
25 серпня 2009 року Книга рекордів Гіннеса зафіксувала зріст Кесена, що становив 246.4 см. Кесену вдалося побити рекорд попереднього рекордсмена Бао Сішуня, який мав 236.1 зросту. Кесен також досі тримає рекорд найбільших рук, що мають 27.5 см, а також має друге місце за розміром його стоп — 36.5 та 35.5 cm відповідно.
25 серпня 2010 року, згідно з Університетом Вірджинії, зріст Кесена у 254.3 см підтвердили лікарі, заявивши, що це, можливо, справжній зріст Кесена, якщо не брати до уваги сколіоз і погану поставу.
9 лютого 2011 року Книга рекордів Гінеса перемірла його зріст, що на той момент становив 251 см. Вони також повторно поміряли його руки, довжина яких становила 28 см і побила його попередній рекорд.